# Austrolittorina araucana
Austrolittorina araucana is een slakkensoort uit de familie van de Littorinidae. De wetenschappelijke naam van de soort is voor het eerst geldig gepubliceerd in 1840 door d'Orbigny.